# 邪魂狩り
『邪魂狩り』（たましいがり）は、野々村秀樹による日本の漫画作品。脚本協力は、宮塢さなえ。『マガジンSPECIAL』（講談社）にて連載。

## 登場人物
御手洗浩
二卵性双生児の兄。
御手洗亮
二卵性双生児の弟。
高山南

泉素子

尾崎瞳
ミス桜花台高にして、新体操部のホープ。
津田正彦

詩織

雅喜

上安曇厳徳
理事長。49歳。
義仲

頼重

茉莉花

水上真琴
浩の許婚者。ボクっ娘。
朝倉唯

仁科沙都姫

聡

明良

長原
聡のいじめっ子。
加藤
聡のいじめっ子。
順一
故人。
小雪
座敷童子。
藤岡このみ
中華料理屋の娘。
住吉拓人
入院している少年。幽体離脱が出来る。
真由子
入院している少女。亡くなる。
住吉晃司
拓人の兄。

## 単行本
- 野々村秀樹『邪魂狩り』 講談社〈少年マガジン・コミックス〉、全5巻
  1. 1993年11月17日発行、ISBN 4-06-311962-9
  2. 1994年1月17日発行、ISBN 4-06-311981-5
  3. 1994年7月15日発行、ISBN 4-06-312031-7
  4. 1994年11月17日発行、ISBN 4-06-312076-7
  5. 1995年3月16日発行、ISBN 4-06-312120-8